# Colonisation des astéroïdes

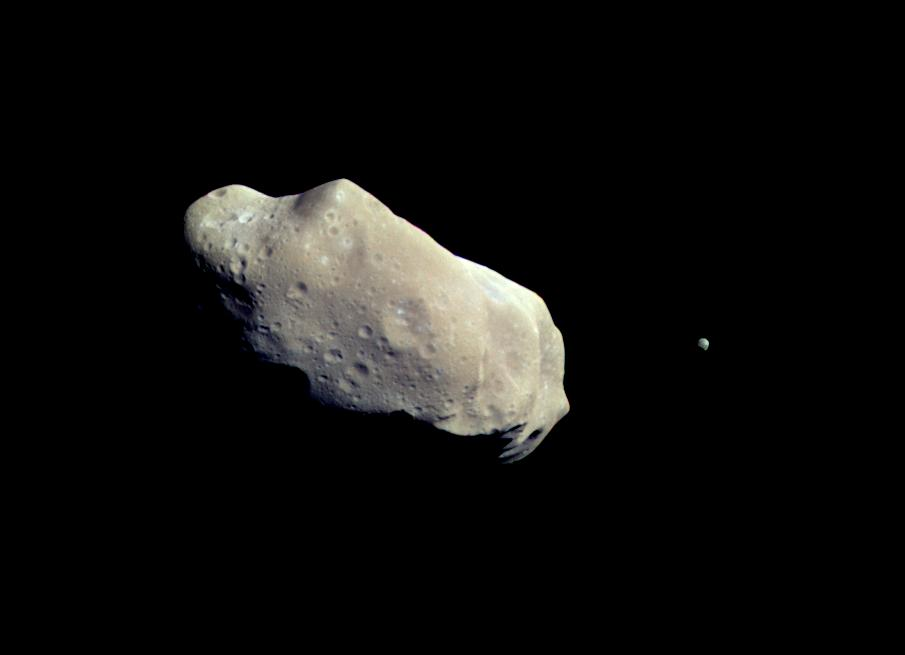
L'Astéroïde (243) Ida avec sa lune, Dactyle.

Les astéroïdes ou plus exactement les objets mineurs, ont été envisagés depuis longtemps comme site pour la colonisation humaine. L'idée est classique en science-fiction.
L'exploitation minière des astéroïdes pour extraire des matières précieuses tels que des métaux du groupe du platine et d'autres minerais métalliques nécessaires à la colonisation de l'espace, demanderait l'établissement de bases permanentes sur les astéroïdes ciblés.
La NASA n'envisage pas d'après un rapport du 21 novembre 2003[réf. souhaitée] d'envoyer des robots sur des astéroïdes pour préparer une éventuelle exploitation avant au mieux 2060.
En avril 2012, Planetary Resources, société fondée par quelques milliardaires américains (Sergey Brin, Eric Schmidt de Google, le réalisateur James Cameron et quelques autres) se propose d'exploiter aux alentours de 2025 les ressources de ces corps célestes.
Deep Space Industries s'est manifestée dans le même domaine en janvier 2013.

## Avantages
- Un grand nombre de sites possibles : plus de 300 000 astéroïdes ont été jusqu'ici identifiés.
- Plusieurs types de compositions chimiques, incluant des astéroïdes métalliques ou carbonés, certains contenant de la glace d'eau, tel que les astéroïdes troyens sur l'orbite de Jupiter qui sont peut-être des comètes éteintes.
- Certains astéroïdes géocroiseurs requièrent moins d'énergie (delta-V) pour les atteindre depuis la Terre que pour atteindre la Lune.
- L'exploitation minière des astéroïdes serait la base d'une économie d'échange.

## Désavantages
- Gravité de surface basse : Les humains devront s'adapter ou installer une gravité artificielle.
- La plupart des astéroïdes sont éloignés du Soleil et la ceinture d'astéroïdes est de deux à quatre fois plus loin du Soleil que la Terre. Cela veut dire que l'énergie solaire disponible est 4 à 16 fois inférieure.
- Beaucoup d'astéroïdes sont juste une agglomération sommaire de poussières et de roches, ce qui rendrait leur colonisation difficile.

## Astéroïdes potentiellement intéressants
- (6178) 1986 DA est un astéroïde géocroiseur métallique.
- (216) Cléopâtre est un astéroïde de la ceinture principale.

Certains astéroïdes de type C peuvent contenir des chondrites carbonées qui ont 10 % de leur masse en eau.